# Thomas Blomqvist

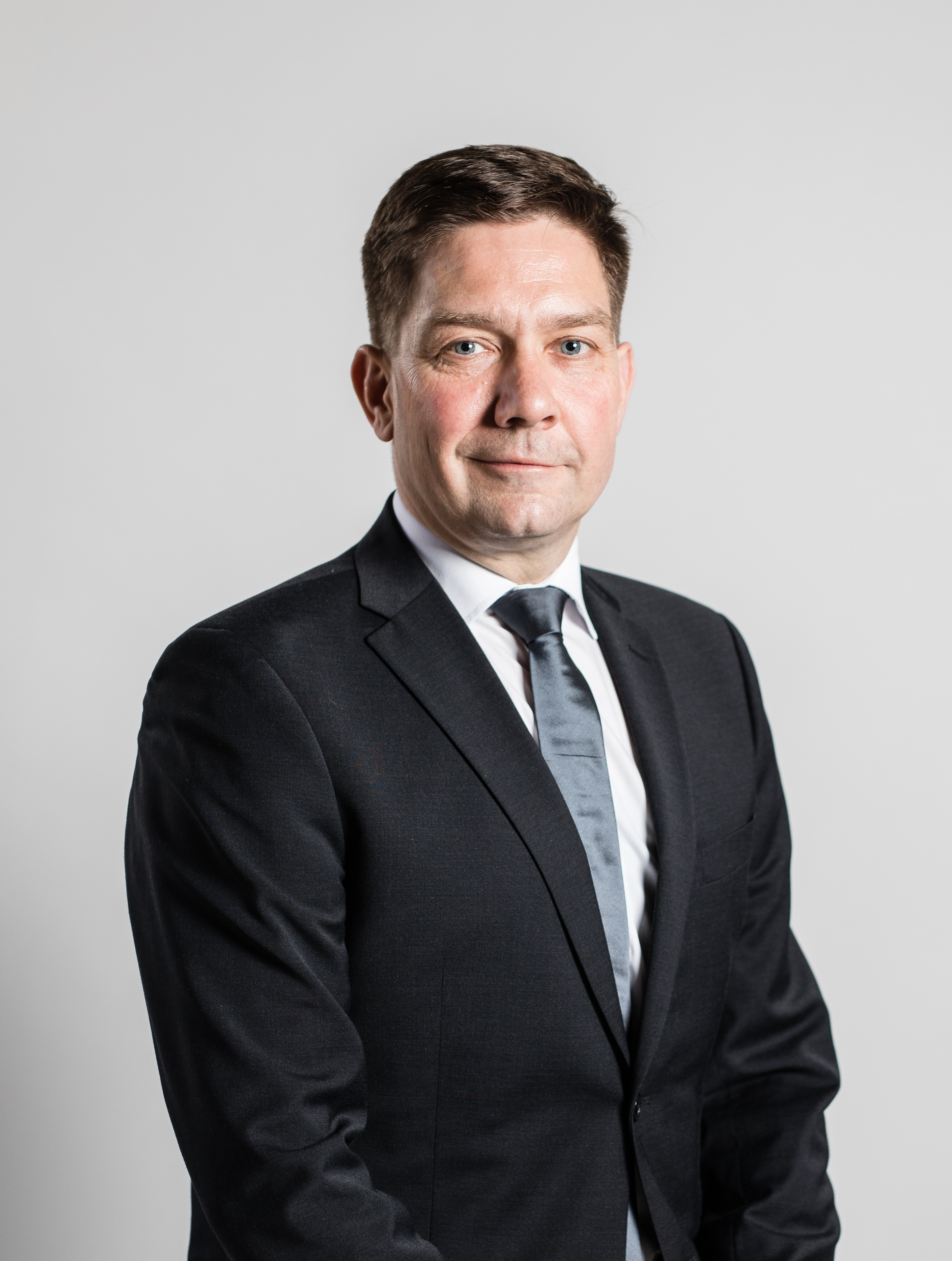
Thomas Blomqvist (2019)

Thomas Jörn Ingmar Blomqvist (* 15. Januar 1965 in Ekenäs) ist ein finnlandschwedischer Politiker der Schwedischen Volkspartei (sfp). Er ist seit dem 6. Juni 2019 Minister für Nordische Zusammenarbeit und Gleichstellung, zunächst im Kabinett Rinne und seit dem 10. Dezember 2019 im Kabinett Marin.

## Leben
Nach dem Schulabschluss 1984 studierte Blomqvist Land- und Forstwissenschaft an der Universität Helsinki. Ab 1992 war er als Landwirt tätig. Seit der Parlamentswahl 2007 ist er als Abgeordneter für den Wahlkreis Uusimaa Mitglied des finnischen Parlaments. Er ist verheiratet und hat drei Kinder.